# Фраганьяно
Фраганьяно, Фраґаньяно (італ. Fragagnano, сиц. Fragnanu) — муніципалітет в Італії, у регіоні Апулія,  провінція Таранто.
Фраганьяно розташоване на відстані близько 450 км на схід від Рима, 95 км на південний схід від Барі, 21 км на схід від Таранто.
Населення — 5290 осіб (2014).
Щорічний фестиваль відбувається 13 серпня. Покровитель — Sant'Antonio di Padova.

## Демографія
Населення за роками:

Станом на 1 січня 2023 року в муніципалітеті офіційно проживало 120 іноземців з 21 країни, серед них 19 громадян країн Євросоюзу та 4 громадяни України.

## Сусідні муніципалітети
- Гроттальє
- Ліццано
- Сан-Марцано-ді-Сан-Джузеппе
- Сава
- Таранто